# Marie Egner

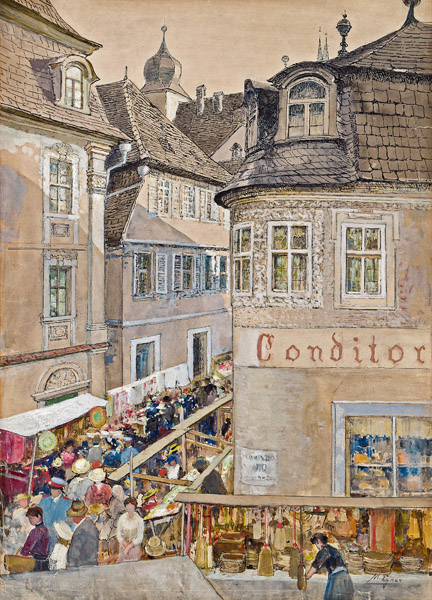
Feira semanal em Marktbreit (data desconhecida)

Marie Egner (Bad Radkersburg, 25 de agosto de 1850 – Viena, 31 de março de 1940) foi uma pintora austríaca. 

## Vida
Egner nasceu em 25 de agosto de 1850, em Bad Radkersburg, Áustria. Ela teve suas primeiras aulas de desenho em Graz, com Hermann von Königsbrunn, depois foi para Düsseldorf, onde permaneceu entre 1872 e 1875, tempo durante o qual estudou com Carl Jungheim. Em 1882, ela foi para Viena morar com sua mãe, mas passou os verões na colônia de arte no castelo de Plankenberg, perto de Neulengbach, onde teve aulas com Emil Jakob Schindler até 1887. Entre os anos 1887 e 1889 realizou uma viagem de estudo pela Inglaterra. Pouco depois, sua primeira exposição foi realizada no Vienna Künstlerhaus. Ela também expôs na Alemanha e Inglaterra. 
Egner exibiu seu trabalho no Edifício da Mulher na Exposição Universal de 1893, em Chicago, Illinois. Juntamente com Tina Blau e Olga Wisinger-Florian, fez parte do movimento de arte austríaco Stimmungsimpressionismus. Egner fundou uma escola de arte para mulheres, mas teve que se desligar dela em 1910, por razões de saúde. Após a Primeira Guerra Mundial, tornou-se membro da Associação Austríaca de Mulheres Artistas (VBKÖ). Em 1926, o grupo realizou uma grande exposição retrospectiva de seu trabalho. Depois de 1930, ela começou a perder a visão e se retirou da vida pública.
Ela morreu em 31 de março de 1940, em Viena.